# Mitoxantrone
La mitoxantrone est une anthracène dione produite par synthèse totale. Son noyau tricyclique hydroxyanthraquinone en fait une molécule apparentée aux anthracyclines.
La mitoxantrone est un agent antinéoplasique utilisé dans le traitement de certains types de cancer, principalement le cancer du sein métastasique, la leucémie myéloïde aiguë, et les lymphomes non-hodgkiniens, mais aussi dans les formes agressives de sclérose en plaques de type récurrente/rémittente ou de type secondairement progressive.

## Mécanisme d'action
La mitoxantrone est un inhibiteur de la topoisomérase de type II. Elle interrompt la synthèse et la réparation de l'ADN aussi bien chez les cellules saines que chez les cellules cancéreuses.

Elle agit via son effet intercalant.
Son principal intérêt par rapport aux anthracyclines est sa moindre cardiotoxicité.